# プロトピン-6-モノオキシゲナーゼ
プロトピン-6-モノオキシゲナーゼ（protopine 6-monooxygenase）は、イソキノリンアルカロイド生合成酵素の一つで、次の化学反応を触媒する酸化還元酵素である。
プロトピン + NADPH + H+ + O2 {\displaystyle \rightleftharpoons } 6-ヒドロキシプロトピン + NADP+ + H2O
この酵素の基質はプロトピン、NADPH、H+とO2で、生成物は6-ヒドロキシプロトピン、NADP+とH2Oである。
組換えハナビシソウ酵素（CYP82N2v2)を発現した酵母を用いて、この反応によりプロトピンからジヒドロサンギナリン、アロクリプトピンからジヒドロケレリスリンが生成することが明らかになっている。
組織名はprotopine,NADPH:oxygen oxidoreductase (6-hydroxylating)で、別名にprotopine 6-hydroxylaseがある。